# Pseudosmittia triangula
Pseudosmittia triangula är en tvåvingeart som först beskrevs av Tokunaga 1964.  Pseudosmittia triangula ingår i släktet Pseudosmittia och familjen fjädermyggor.
Artens utbredningsområde är Marshallöarna. Inga underarter finns listade i Catalogue of Life.